# Оберланген
Оберланген (нім. Oberlangen) — громада в Німеччині, розташована в землі Нижня Саксонія. Входить до складу району Емсланд. Складова частина об'єднання громад Латен.
Площа — 22,12 км2. Населення становить 1002 ос. (станом на 31 грудня 2021).